# استانداری کردستان
استانداری کردستان یک نهاد مرتبط سازمان امور اداری کشور و نمایندهٔ دولت جمهوری اسلامی ایران در استان کردستان است که در شهر سنندج واقع شده است.